# François Jacquier

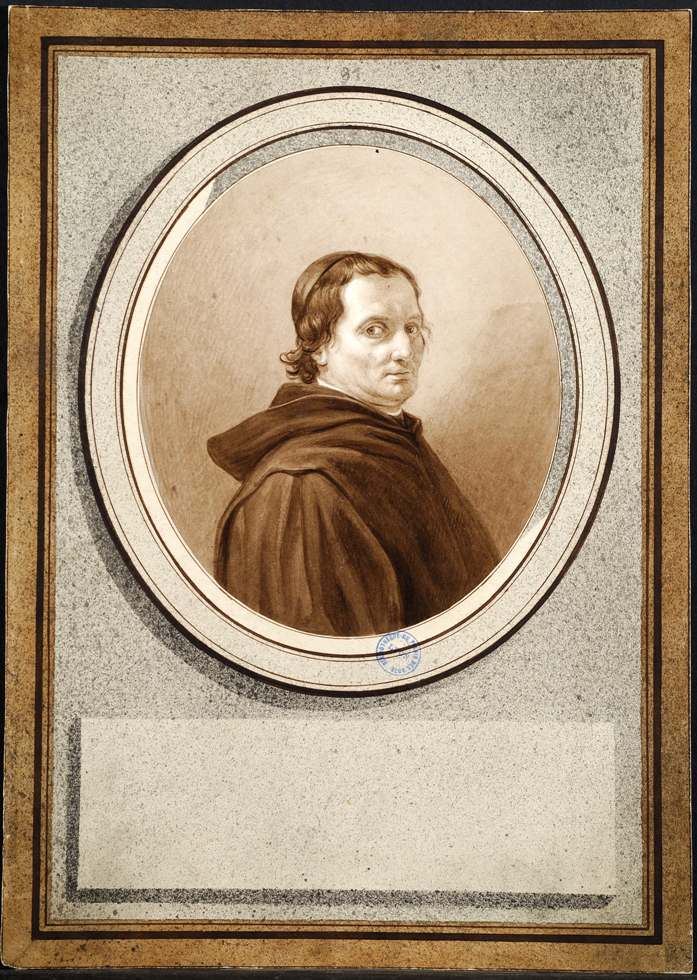
Retrato do Fr. François Jacquier por Benoît Pécheux (?), após Laurent Pécheux, primeiro terço do século XIX, Museu de Belas Artes de Lyon

François Jacquier (Vitry-le-François, 7 de junho de 1711 – Roma, 3 de julho de 1788) foi um matemático e físico franciscano italiano.

## Vida
Sua educação inicial foi confiada a um eclesiástico, que reconheceu nele uma inclinação à ciência e à matemática. Aos dezesseis anos de idade entrou na Ordem dos Frades Menores e, depois que o ofício foi enviado a Roma, concluiu seus estudos no convento francês da ordem, Trinità dei Monti. Com a permissão de seus superiores especializou-se em matemática e, ao mesmo tempo, estudou línguas antigas. Tornou-se proficiente em hebraico e falava grego como se fosse sua língua materna.
Seu conhecimento rendeu-lhe o patrocínio dos cardeais Giulio Alberoni e Joaquín Fernández de Portocarrero. Acompanhou o cardeal Alberoni em sua legação a Ravena e foi nomeado para inspecionar o trabalho iniciado por Eustachio Manfredi para impedir as repetidas inundações daquele território. Em seu retorno recebeu a cátedra de Escritura Sagrada na Congregação para a Evangelização dos Povos.
O rei da Sardenha o nomeou professor de física na Universidade de Turim em 1745, mas o cardeal Silvio Valenti Gonzaga, primeiro ministro do Papa Bento XIV o designou para a cátedra de física experimental no Colégio Romano.
Em 1763 foi nomeado instrutor de física e matemática para o jovem príncipe Fernando, Duque de Parma. Foi nomeado em 1773 para a cátedra de matemática no Colégio Romano, por ocasião da Supressão da Companhia de Jesus. Na época de sua morte estava conectado com quase todas as grandes sociedades científicas e literárias da Europa. Foi eleito Membro da Royal Society em 1741.

## Obras
Suas mais importantes obras são:

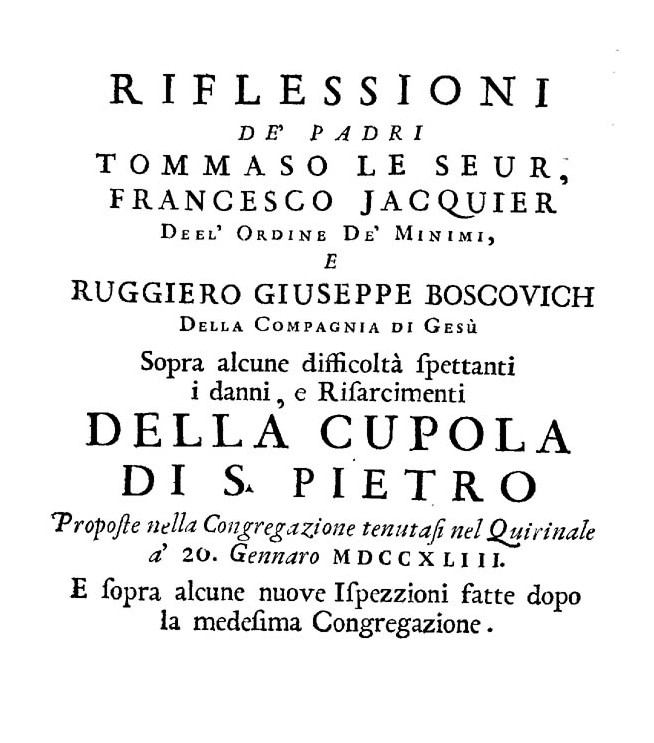
Riflessioni sopra alcune difficoltà spettanti i danni e risarcimenti della cupola di S. Pietro, 1743

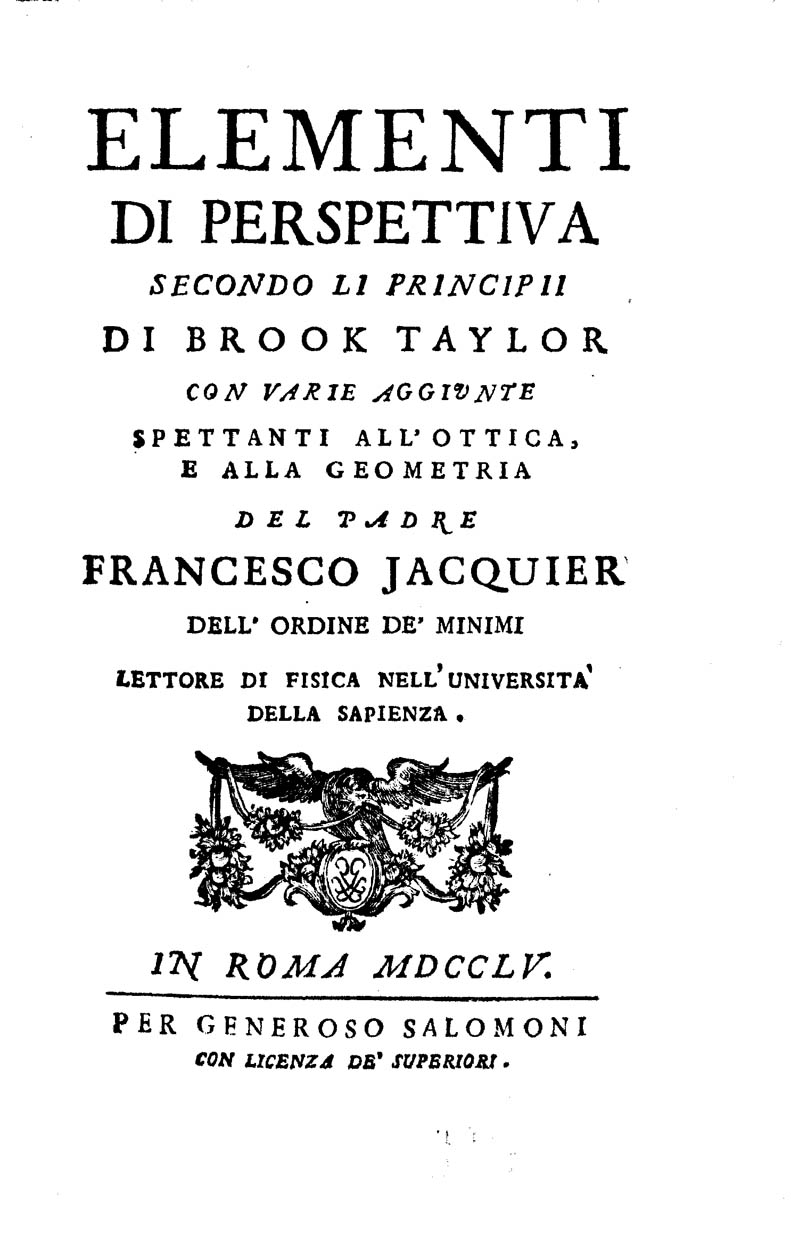
Elementi di perspettiva, 1755

- Isaaci Newtoni philosophiæ naturalis principia mathematica, perpetuis commentariis illustrata (4 parts in 3 vols. 4to, Feneva, 1739–42), in collaboration with P. Lesuer;
- Elementi di perspectiva secondo I principi di Taylor (8 vo, Rome, 1745);
- Institutiones Philosophicæ ad studia theologica potissimum accommodata (6 vols. in 12 mo, Rome, 1757), reprinted many times at Rome, Venice, and in Germany, and later translated into Spanish;
- Eléments du calcul intégral (4to, Parma, 1768), a work highly esteemed and more complete than any that had been published up to that time.
- Elementi di perspettiva (em italiano). [S.l.]: Salomoni, Giovanni Generoso. 1755
- De veteri quodam solari horologio nuper invento epistola (em latim). [S.l.: s.n.] 1765

- Parere di due matematici sopra diversi progetti intorno al regolamento delle Acque delle tre Provincie di Bologna, Ferrara e Romagna (em italiano). [S.l.: s.n.]